# Comte Dooku
Dark Tyranus
 (janvier 2015).
Si vous disposez d'ouvrages ou d'articles de référence ou si vous connaissez des sites web de qualité traitant du thème abordé ici, merci de compléter l'article en donnant les références utiles à sa vérifiabilité et en les liant à la section « Notes et références ».
Personnage de fiction apparaissant dans
Star Wars.
Le comte Dooku, alias Dark Tyranus, ou Darth Tyranus, est un personnage de fiction de la saga Star Wars. Membre de la maison Serenno qui dirige la planète du même nom, il est abandonné par sa famille, effrayée par sa sensibilité à la Force, et recueilli par l'ordre Jedi. Il devient au cours de sa formation le padawan de Yoda puis, une fois devenu chevalier, forme Qui-Gon Jinn. Idéaliste, il finit désabusé par la corruption au sein de la République galactique, ainsi que par la rigidité des règles des Jedi, et finit par quitter l'ordre pour réclamer le titre de comte de Serenno qui lui revient par droit du sang.
Influencé par le seigneur Sith Dark Sidious, en réalité le sénateur de Naboo Sheev Palpatine, il finit par basculer du côté obscur et devient son apprenti, prenant alors le nom de Sith Tyranus. Alors que Palpatine devient chancelier après le blocus de Naboo, Dooku est chargé de favoriser d'une part l'émergence d'un mouvement séparatiste regroupant les systèmes révulsés par la corruption au sein de la République et d'organiser d'autre part la création d'une armée de clones pour la République, dans l'objectif de provoquer à long terme un conflit armé majeur entre les deux entités.
Après une décennie, son labeur porte ses fruits avec le déclenchement de la Guerre des clones à la suite de la bataille de Géonosis. Il devient le dirigeant officiel du camp séparatiste et s'assure de son maintien dans le conflit. Il forme et entraine également le général Grievous et Asajj Ventress afin de disposer de subordonnés capables de rivaliser au combat avec des Jedi. Après trois ans de guerre, il meurt de la main du Jedi Anakin Skywalker lors de la bataille de Coruscant, sur ordre de son maitre Sidious qui le trahit dans le but de disposer d'un apprenti plus jeune et puissant.
Dooku est l'un des principaux antagonistes de la prélogie et de la série The Clone Wars. En plus des films, il apparaît dans les mises en romans de ces œuvres, ainsi que dans d'autres romans, dans des bandes dessinées ou des jeux vidéo qui composent l'univers de Star Wars.

## Biographie

### Le Jedi
Dooku est issu d'une richissime famille d'aristocrates et de diplomates de la planète Serenno. À sa majorité, il hérite du titre de comte, ainsi que de la fortune familiale. Il a Yoda pour maître, ainsi que Qui-Gon Jinn, Komari Vosa et Rael Aveross pour padawans. Il effectue des actions d'éclat au nom de l'ordre, mettant par exemple fin à la menace mandalorienne : il épargne alors Jango Fett, seul survivant de la bataille.
C'est à de nombreux points de vue un Jedi atypique :
- il se consacre à l'étude de la forme II, forme élégante mais considérée comme dépassée par ses pairs (elle ne s'avère théoriquement véritablement efficace qu'en face d'adversaires eux-mêmes munis de sabre lasers, ces ennemis étant devenus rares depuis la disparition des Sith), et utilisait en conséquence un sabre avec un manche recourbé ;
- il salue toujours son adversaire avant chaque duel, dans la plus pure tradition des escrimeurs, ce qui lui confère une certaine élégance aristocratique ;
- il défend la controversée théorie de la Force vivante, face à celle de la Force unifiée (et l'enseigne à son disciple) ;
- il est un homme fort d'esprit, dont les idées sont souvent en contradiction avec celles du Conseil, qu'il défie souvent (trait de caractère qui se retrouva chez son disciple Qui-Gon Jinn) ;

Les différentes missions qu'il accomplit à travers la Galaxie finissent par le convaincre de la corruption qui règne au sein de la République et de l'Ordre Jedi qui la sert. Il prend progressivement ses distances avec ce dernier, qui lui a refusé une place au Conseil, avant de quitter l'Ordre en 42 av. BY, qui le considère alors comme faisant partie des vingt « égarés ».

### Le Sith
Dooku est approché quelques années avant 32 av. BY par Dark Sidious, alias le sénateur Palpatine, qui le conforte dans son idée que la République est irrémédiablement corrompue et l'invite à devenir Sith (comme il le fait plus tard avec Anakin Skywalker). Il prend secrètement le nom de Dark Tyranus.
La création d'une grande armée de la République
Sidious lui confie une première mission : commander sous couverture une armée auprès des cloneurs de Kamino. Dooku emprunte le nom du Maître Jedi Sifo-Dyas, qu'il a assassiné au préalable, pour se rendre sur Kamino y commander l'armée. Il recrute le chasseur de primes Jango Fett comme sujet d'origine. Toujours sous ce faux nom, il supprime les données sur la planète Kamino de la bibliothèque du Temple Jedi.
La mort de Qui-Gon Jinn et ses conséquences
Dooku revoit une dernière fois son padawan Qui-Gon Jinn, qui lui raconte son duel contre Dark Maul. Avant de le quitter, il lui confie vouloir rencontrer son propre padawan, Obi-Wan Kenobi.
Lorsqu'il apprend la mort de Qui-Gon, Dooku décide de se rendre sur le repère Sith de Coruscant pour demander des comptes à Dark Sidious. Alors qu'il commence à exprimer des regrets sur ses actes, apparaît Yaddle, membre du Conseil Jedi, qui tente de le raisonner. Sidious charge son apprenti de la tuer et s'ensuit un duel au sabre laser. Alors que son adversaire se retrouve désarmée, Tyranus l'abat de sang-froid et achève son voyage vers le Côté obscur de la Force.

### Aux origines de la Guerre des Clones
La formation d'un mouvement séparatiste
En parallèle, afin que l'armée clone de la République ait un ennemi à la hauteur à affronter afin de justifier son existence, Dark Sidious ordonna à Tyranus la création d'un mouvement Séparatiste. Usant de son influence et de sa fortune dans les hautes sphères, il réunit sans mal divers mécontents de la République (Quarrens de Dac, Géonosiens...) et certaines des plus grandes organisations économiques de la Galaxie :
- le Clan Bancaire Intergalactique pour la finance ;
- la Fédération du commerce pour le transport ;
- le Techno-Syndicat pour leur cyborg amélioré ;
- la Guilde du Commerce pour les matières premières ;
- le Cartel des hyper-communications.

Toutes ces entreprises ont un point en commun : elles possèdent des armées de droïdes. Dans le même temps, il entretient une constante agitation séparatiste, n'hésitant jamais à envoyer des troupes à des chefs locaux, comme dans le cas de la planète Jabiim (ce qui permet d'ailleurs de remporter là une importante victoire).
Juste avant le déclenchement de la bataille de Géonosis naît officiellement la Confédération des systèmes indépendants (CSI) durant la réunion que peut discrètement observer Obi-Wan Kenobi. Dooku se distingue durant un duel au sabre laser en réussissant à vaincre les Jedi Obi-Wan Kenobi et Anakin Skywalker sans grande difficulté, tranchant l'avant-bras de ce dernier. Il est cependant contraint de combattre son ancien maître, Yoda. Il est à son tour mis en échec lors du duel de Force contre Yoda, puis est dominé durant le duel au sabre laser. Néanmoins, il fragilise la base d'une colonne qui menaçait d'écraser les deux Jedi hors de combat. Yoda choisit de laisser Dooku s'en aller pour sauver les deux Jedi. Le Sith peut ainsi rejoindre le Seigneur Sith Dark Sidious, lui confiant les plans de l'Étoile de la Mort, créée par les Géonosiens.

### Durant la Guerre des Clones
Formation d'une garde rapprochée
Afin d'assurer sa sécurité et l'aider à rallier les divers mondes qu'il visita, il se forme une garde rapprochée avec, entre autres, l'ancienne Jedi de Dathomir ayant sombré dans le côté obscur Asajj Ventress. Il n'hésite pas à sacrifier ses disciples à la réussite de ses projets.
De même, de par le nécessaire respect de la Règle des Deux édictée par Dark Bane mille ans auparavant, il ne transmet jamais aucun savoir Sith réel à aucun de ses acolytes dotés de la Force, qui ne sont alors au mieux que des Jedi noirs. Ainsi, même si Asaji Ventress utilise deux sabres lasers recourbés (en l'honneur de son « maître » Dooku) à lame rouge et se présentait comme une Sith, elle n'en est pas une, et ne peut donc pas être considérée comme sa disciple véritable en ce qui concerne le côté obscur de la Force.

#### Formation d'un fidèle second
Dooku sait que sa garde rapprochée ne peut réellement le seconder dans sa tâche de direction de la CSI, plus particulièrement en ce qui concerne les aspects proprement militaires. Il recrute le Général Kaleesh Grievous peu avant le déclenchement de la Guerre des Clones, obligé de devenir mercenaire pour éponger les indemnités de guerre de son peuple. Toutefois celui-ci ne veut pas réellement rejoindre la CSI. Alors qu'il va partir en guerre à la tête de ses troupes, Dooku fait trafiquer la navette du reptiloïde, qui passe très près de la mort dans l'accident. Après avoir été « soigné » par les ingénieurs Géonosiens, l'ancien Kaleesh apprend tout des Jedi grâce à Dooku, notamment le combat au sabre laser (à cette occasion le Sith donna à son nouveau et prometteur second le sabre laser de son ancien ami Sifo Dyas).

#### Vengeance
Il tente de tuer une de ses disciples, lorsqu'il pense qu'Asajj a été éliminée dans un combat spatial. En furie contre Dooku, elle va rejoindre les Sœurs de la Nuit sur Dathomir et prépare un grand projet pour le tuer, où elle livre notamment Savage Opress à Dooku comme disciple. Ce que Dooku ne sait pas, c'est que Savage Opress était une machine à tuer et qu'Asajj Ventress l'a déjà formé. Savage finit par se rebeller contre ses deux maîtres et va rejoindre Dark Maul.

#### Trahison de Dark Sidious et mort
Après trois ans de guerre continue entre les Forces Séparatistes et une République vacillante, le Comte Dooku, profitant de la Bataille de Coruscant pour simuler l'enlèvement du chancelier Palpatine, retrouve à bord du vaisseau amiral de la flotte Séparatiste la Main Invisible, destroyer Providence personnel du Général Grievous, les Jedi Obi-Wan Kenobi et Anakin Skywalker venus dans l'intention de délivrer le chancelier, et engage le combat.
C'est lors de cet ultime affrontement que, après avoir assommé le Général Kenobi, Dooku perd ses deux mains de la lame de Skywalker. Espérant une grâce de son maître Palpatine, il est surpris quand ce dernier ordonna à Skywalker de l'exécuter. Le maître Sith avait en effet l'intention de prendre un nouvel apprenti « beaucoup plus jeune et beaucoup plus puissant » (Anakin) que le Comte (comme il le dit au Général Grievous alors sur Utapau). Le jeune Skywalker décapite promptement Dooku avec son sabre et celui du Comte. Son corps est abandonné, laissé dans la tour d'observation reliée à la partie arrière du vaisseau, et désintégré en même temps que cette partie du vaisseau lors de l'entrée dans l'atmosphère de Coruscant.

## Acteurs et voix

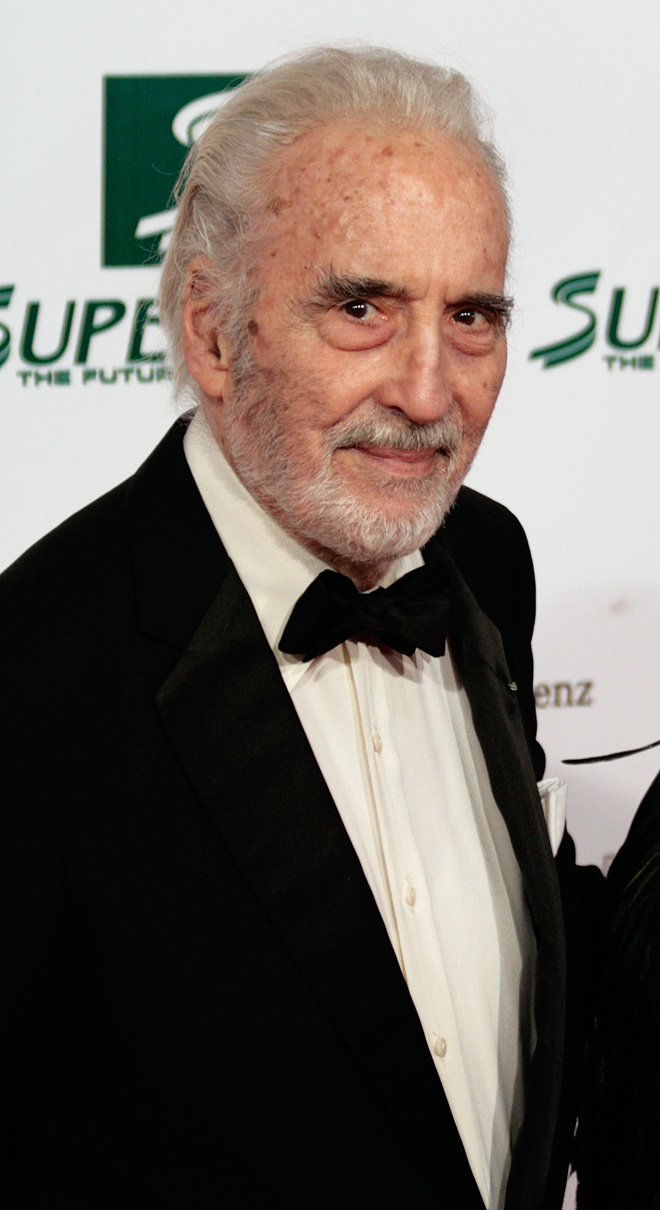
Christopher Lee

Le comte Dooku est interprété par Christopher Lee, lui-même comte Carandini par sa mère. En prononciation anglaise, Dooku (« doukiou ») rappelle un autre comte également incarné par Christopher Lee en 1958 : Dracula (« Drakioula »). Corey Burton lui prête sa voix dans de nombreuses œuvres, dont notamment les séries d'animation Clone Wars (2003-2005), The Clone Wars (2008-2014) et Tales of the Jedi (2022) tandis que Christopher Lee lui prête sa voix pour le film d'animation The Clone Wars (2008).